# Kanton Mortagne-sur-Sèvre
Mortagne-sur-Sèvre is een kanton van het departement Vendée in Frankrijk. Het kanton maakt deel uit van het arrondissement La Roche-sur-Yon.

## Gemeenten
Het kanton Mortagne-sur-Sèvre omvatte tot 2014 de volgende 12 gemeenten:
- Chambretaud
- La Gaubretière
- Les Landes-Genusson
- Mallièvre
- Mortagne-sur-Sèvre (hoofdplaats)
- Saint-Aubin-des-Ormeaux
- Saint-Laurent-sur-Sèvre
- Saint-Malô-du-Bois
- Saint-Martin-des-Tilleuls
- Tiffauges
- Treize-Vents
- La Verrie

Bij de herindeling van de kantons door het decreet van 17 februari 2014, met uitwerking op 22 maart 2015, zijn daar volgende gemeenten bijgekomen:
- Beaurepaire
- La Bernardière
- La Bruffière
- Cugand

Op 1 januari 2019 werden de gemeenten Chambretaud en La Verrie samengevoegd tot de fusiegemeente (commune nouvelle):
- Chanverrie